# مارك غريفين
مارك غريفين (بالإنجليزية: Mark Griffin)‏ هو ممثل بريطاني، ولد في 25 فبراير 1968 في المملكة المتحدة.

## أعمال

### مسلسلات
- إن سي آي إس

## وصلات خارجية
- مارك غريفين على موقع IMDb (الإنجليزية)
- مارك غريفين على موقع ألو سيني (الفرنسية)
- مارك غريفين على موقع ميوزك برينز (الإنجليزية)
- مارك غريفين على موقع أول موفي (الإنجليزية)
- مارك غريفين على موقع قاعدة بيانات الفيلم (الإنجليزية)
- مارك غريفين على موقع كينوبويسك (الروسية)